# Хатынь (деревня)
Хатынь (бел. Хаты́нь) — уничтоженная деревня в Логойском районе Минской области Беларуси, сожжённая дотла вместе с жителями карательным отрядом в марте 1943 года. На её месте в 1969 году сооружен Мемориальный комплекс Хатынь. 

## История
Деревня впервые упоминается в письменных источниках в 1551 году. В этом году великий князь литовский Сигизмунт Август дал минскому старосте Василию Тышкевичу привилегию на покупку «земли и имений» в Пилиповичах, Слаговищах и Хатыни, принадлежавших литовским татарам. В то время район татарских владений в районе Логойска располагался в большом лесу на противоположной стороне дороги от Логойска до Плещеницы, с подданными в селах Нивки, Хатынь, Губа, Слаговища. В числе прочих Василий Тышкевич купил у местных татар деревню Хатынь, и татары потом жаловались, что Тышкевич обидел их при покупке. Бывшие татарские владения затем были объединены в единое Губинское имение.
В середине XVI века Хатынь представляла собой довольно большое село. В число резидентов вошли 13 служб. В те времена «служба» обычно состояла из 2—3 и более «пятаков» — крестьянских хозяйств. Соответственно количество «коптилен» в Хатыни было примерно 30—40, а в селе проживало не менее 200 человек. Богатство хатынцев обеспечивалось «рыболовством» — охотничьими угодьями, пансионом, воском, которые добывали жители. Всего дань помещикам Тышкевичам составляла 20 пудов меда и «серабщизна» — денежный долг — 12 денег с «сохи» — земельного надела — ежегодно.

## Разрушение деревни
Во время Великой Отечественной войны, утром 22 марта 1943 года, на пересечении дорог Плещеница — Логойск и Козыри — Хатынь партизаны с отряда-бригады «Народные мстители» Василия Воронянского («Дяди Васи») открыли огонь по автомобилю, которым управлял гауптман (капитан) Ханс Вёльке, командир одной из рот 118-го полицейского батальона, который был сформирован в основном из пленных красноармейцев. Вёльке был первым немцем, завоевавшим золотую олимпийскую медаль по легкой атлетике. Вместе с бывшим легкоатлетом были убиты пулеметчик-фольксдойче Шнайдер и три шуцмана, ещё двое получили ранения. Полицейские 118-го батальона запросили подкрепление у специального батальона штурмбаннфюрера Оскара Дирлевангера, состоящего из двух русских рот и одной немецкой (в том числе из закоренелых преступников, причем некоторые были психически больными). По дороге из Логойска полиция задержала и вскоре расстреляла группу местных жителей — лесозаготовителей. К вечеру 22 марта палачи последовали за партизанами до села Хатынь, которое было сожжено вместе со всеми его жителями в сарае поляка Иосифа Каминского, которому удалось выжить. Руководил расправой начальник штаба 118-го батальона шуцманшафта Григорий Васюра, бывший старший лейтенант Красной Армии. 

## Мемориальный комплекс
Мемориальный комплекс, увековечивающий память жителей села Хатынь и других белорусских сел, уничтоженных оккупантами вместе с населением в годы Великой Отечественной войны, был открыт 5 июля 1969 года. Был реконструирован в 2002 году и в 2022 году. Главным памятником этого мемориального комплекса является скульптура «Непокорённый человек». —  Историко-культурная ценность Республики Беларусь, .
Ряд историков и журналистов, указывая на фонетическое сходство между Хатынью и Катынью, усматривают в нём проявление идеологической кампании с целью запутать общественное мнение по поводу расстрелов польских офицеров в лесах под Смоленском в 1940 году.

## Церковь Рождества Богородицы

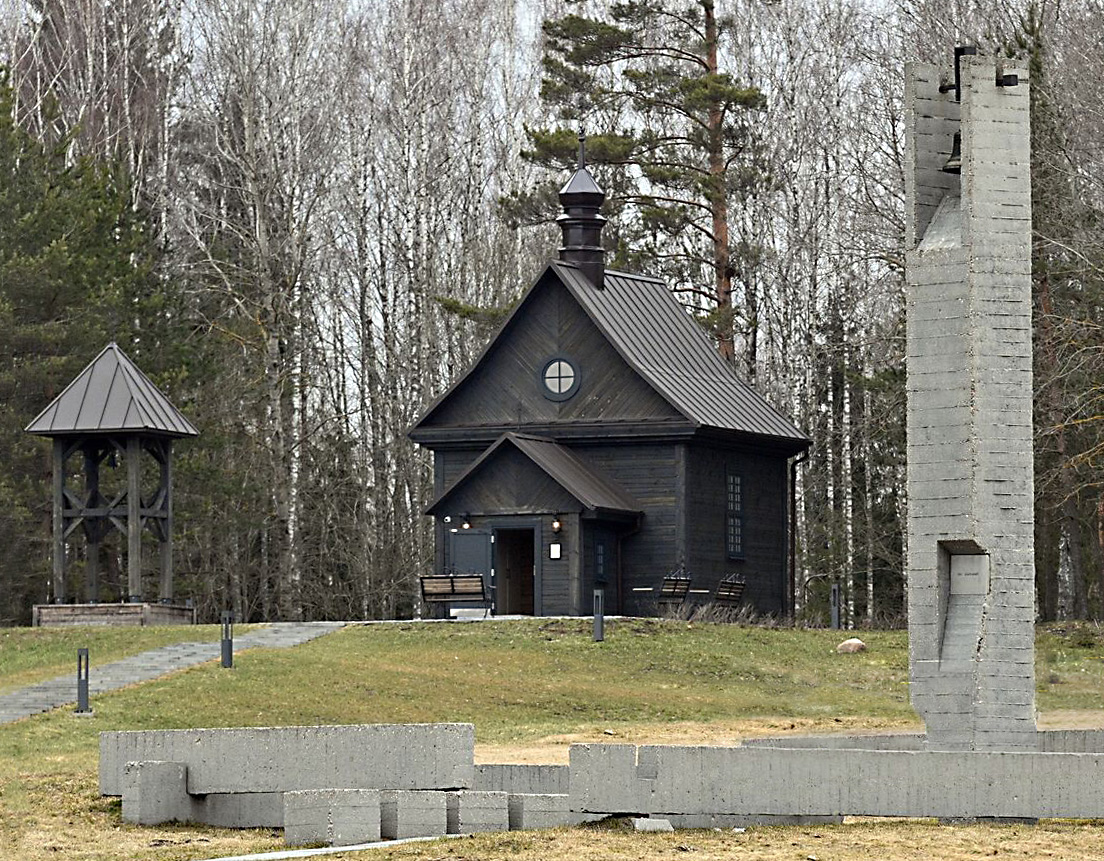
Воссозданная церковь

Греко-католическая (униатская) церковь в честь Рождества Пресвятой Богородицы была освящена 6 ноября 1794 года. После упразднения церковной унии стала православной. Согласно описаниям XIX века, церковь была небольшой — всего около 10 м в длину. Построена из дерева, с гонтовой крышей, дощатым полом, четырьмя окнами, башней с куполом и большим алтарем резной работы. По другим описаниям, церковь была решена как прямоугольный сруб на фундаменте (15 х 8,5 х 5,5 аршин). Стены были разделены двумя большими и двумя маленькими окнами. На передней части дощатой крыши возвышалась четырехстолпная колокольня. Являлась памятником народного деревянного зодчества. Приписана к Спасо-Преображенской церкви в Логойске. В 1895 году церковь была отремонтирована. По одной из версий, церковь была разрушена советской властью в начале XX века. По другой версии, как вспоминает выживший житель села Виктор Желабкович, церковь стояла здесь до войны и была сожжена весной 1943 года.
Церковь была восстановлена в 2022–2023 годах на ближайшем холме к историческому сельскому кладбищу. Идея восстановления церкви принадлежит директору мемориального комплекса «Хатынь» Артуру Зельскому. Восстановленная церковь представляет собой «собирательный облик» деревянной деревенской церкви XVIII века данного региона с использованием известных по инвентарным описаниям исторических параметров хатыньского храма (научный руководитель: арх. Роман Забелло).

## Современное состояние
На въезде в мемориальный комплекс расположен знак населённого пункта «Хатынь», однако деревни Хатынь как административно-территориальной единицы в настоящее время не существует. В 150-200 метрах северо-востоку от мемориального комплекса расположены два двухквартирных и два индивидуальных жилых дома, административно относящиеся к соседней деревне Мокрадь, расположенной в километре к востоку от них.

## Галерея

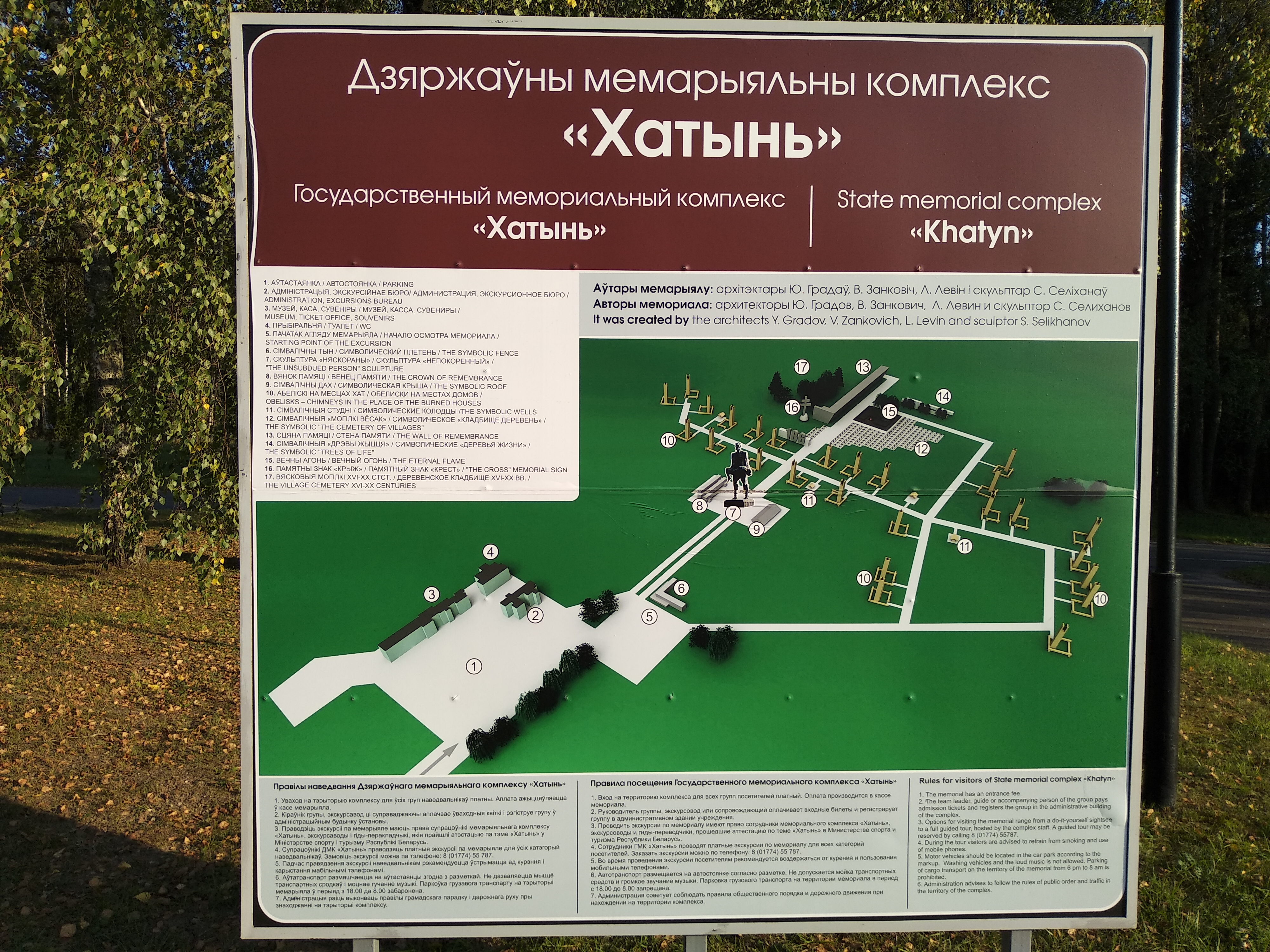
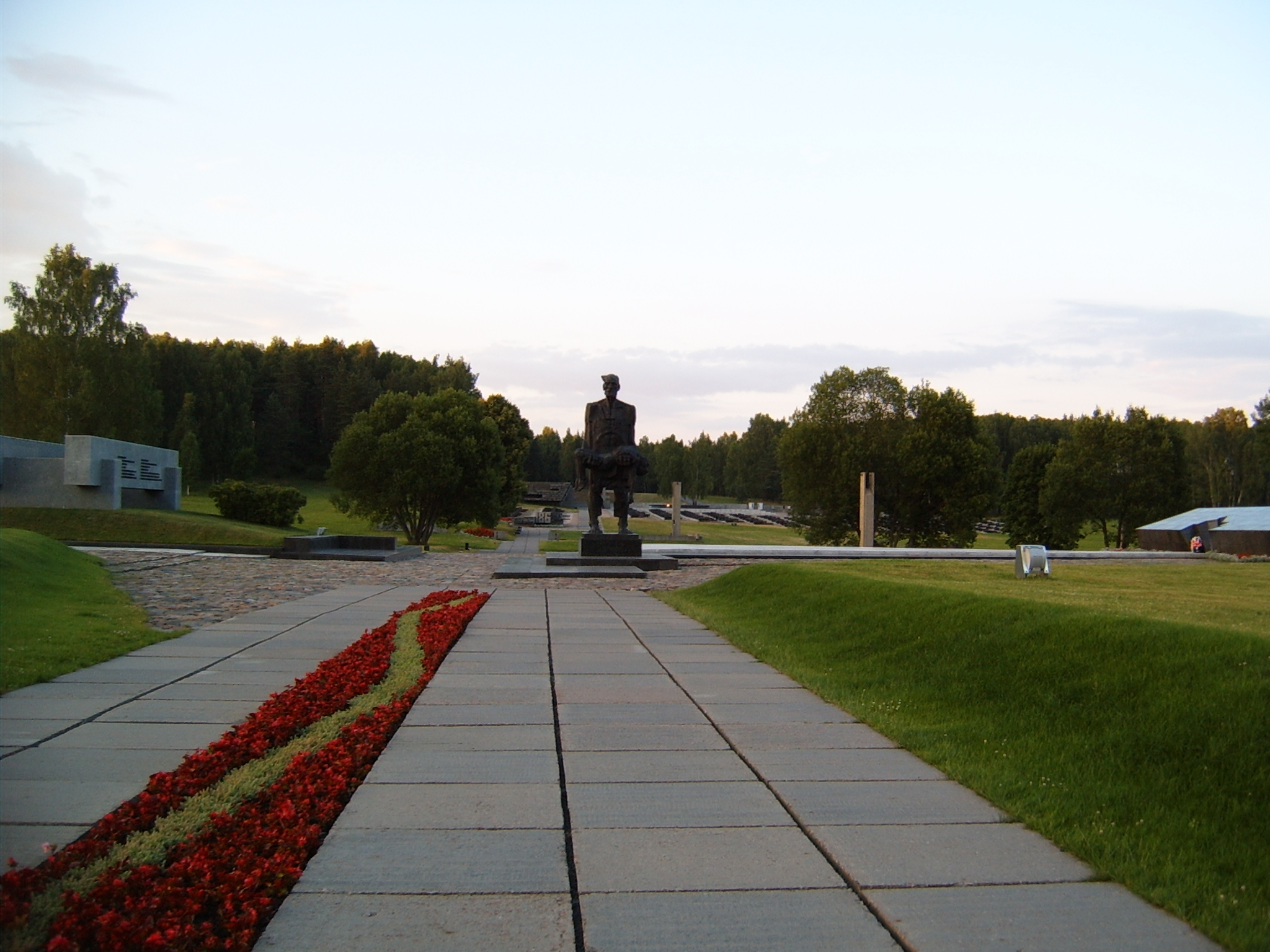
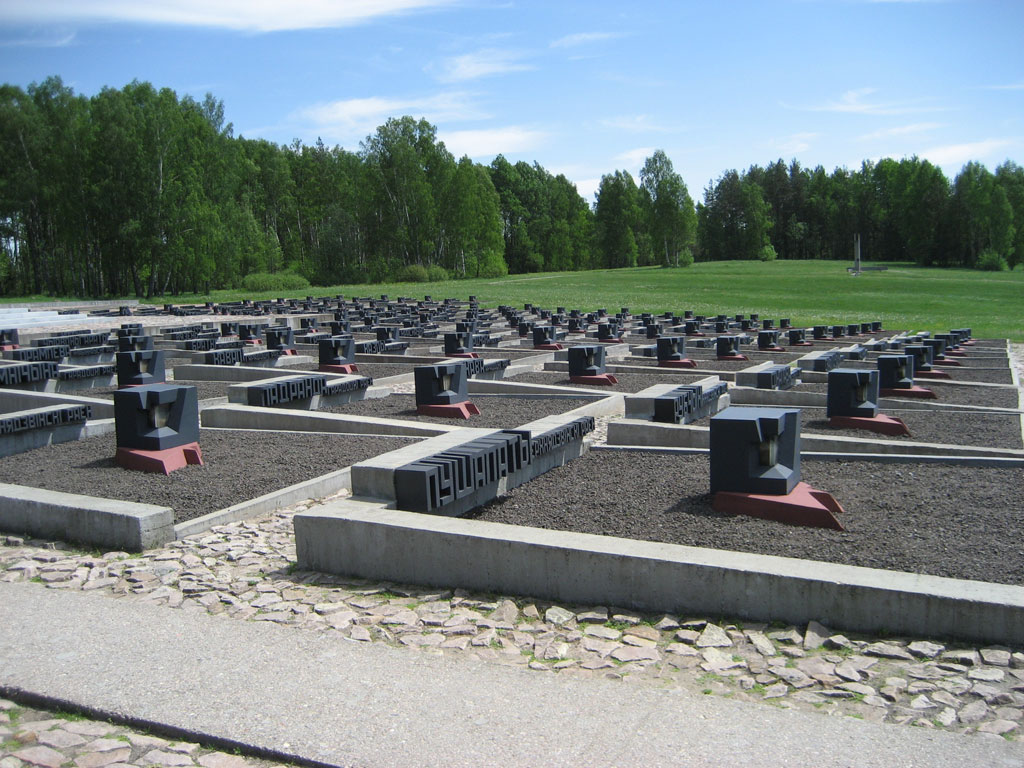
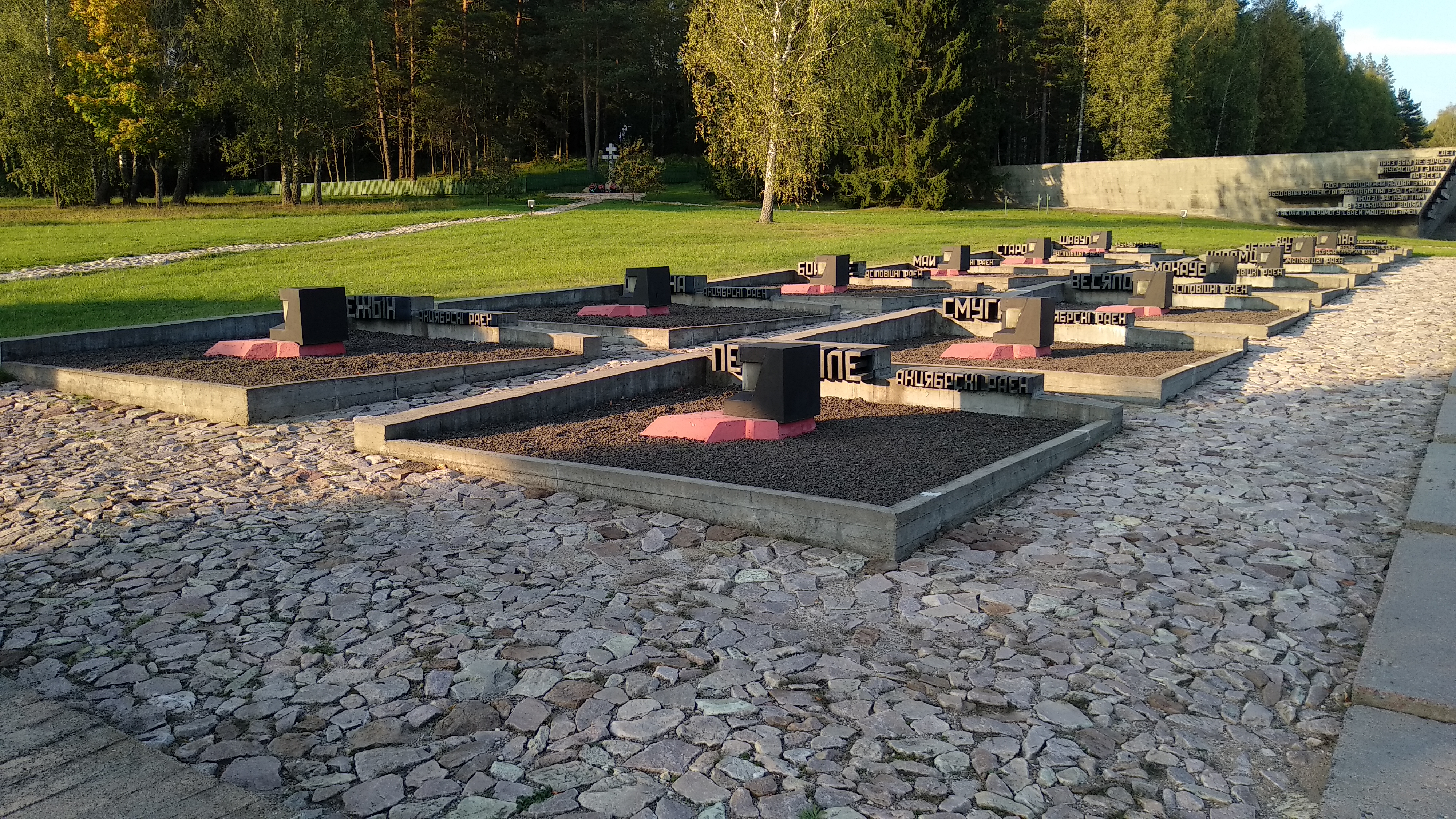
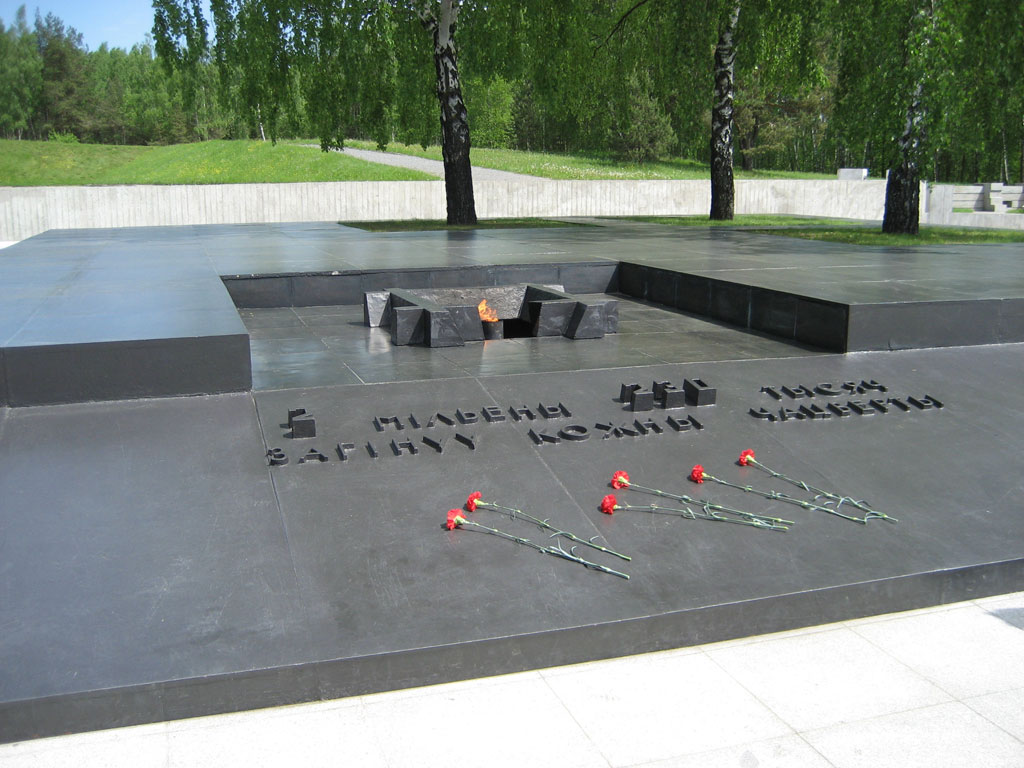
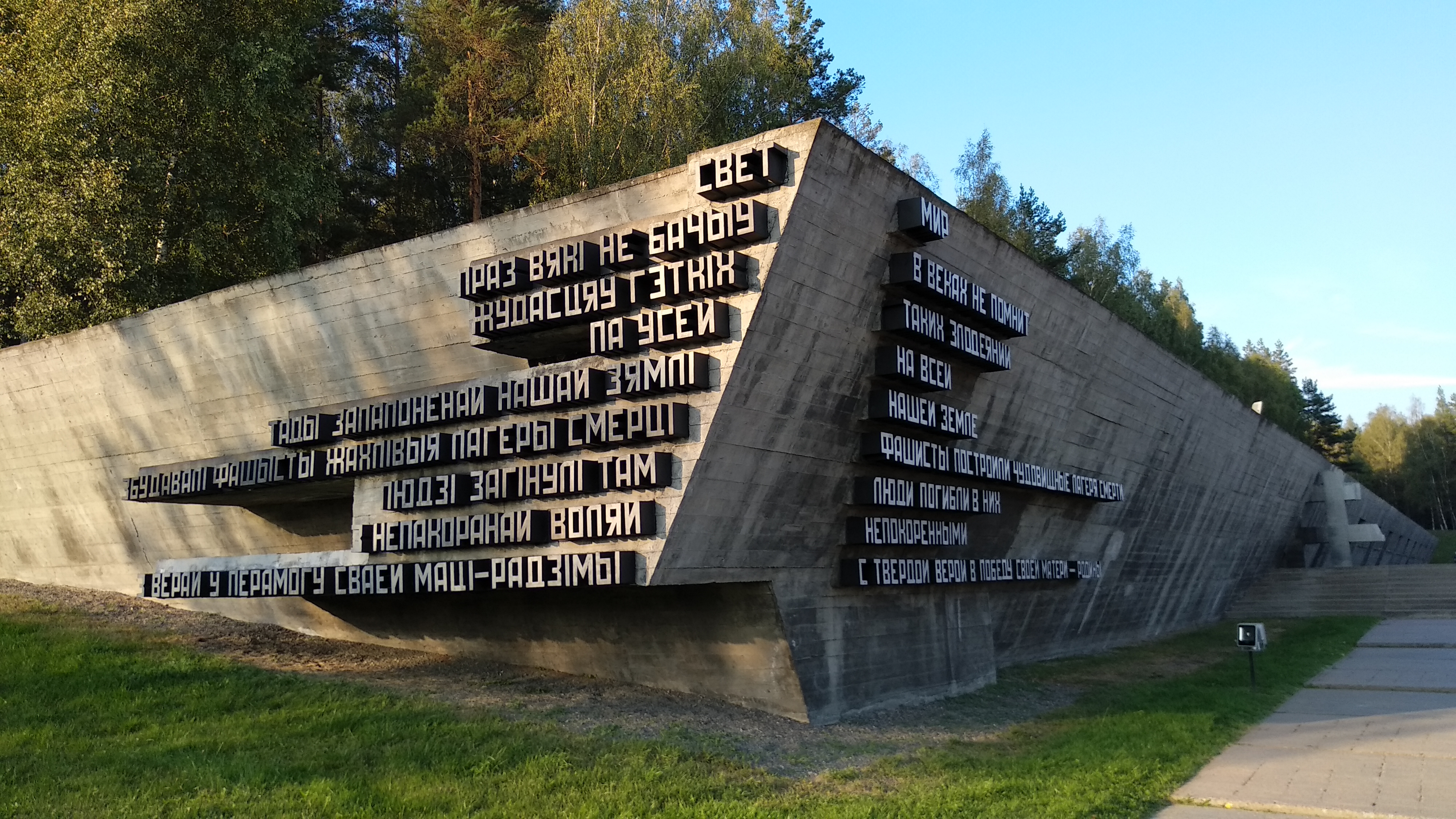
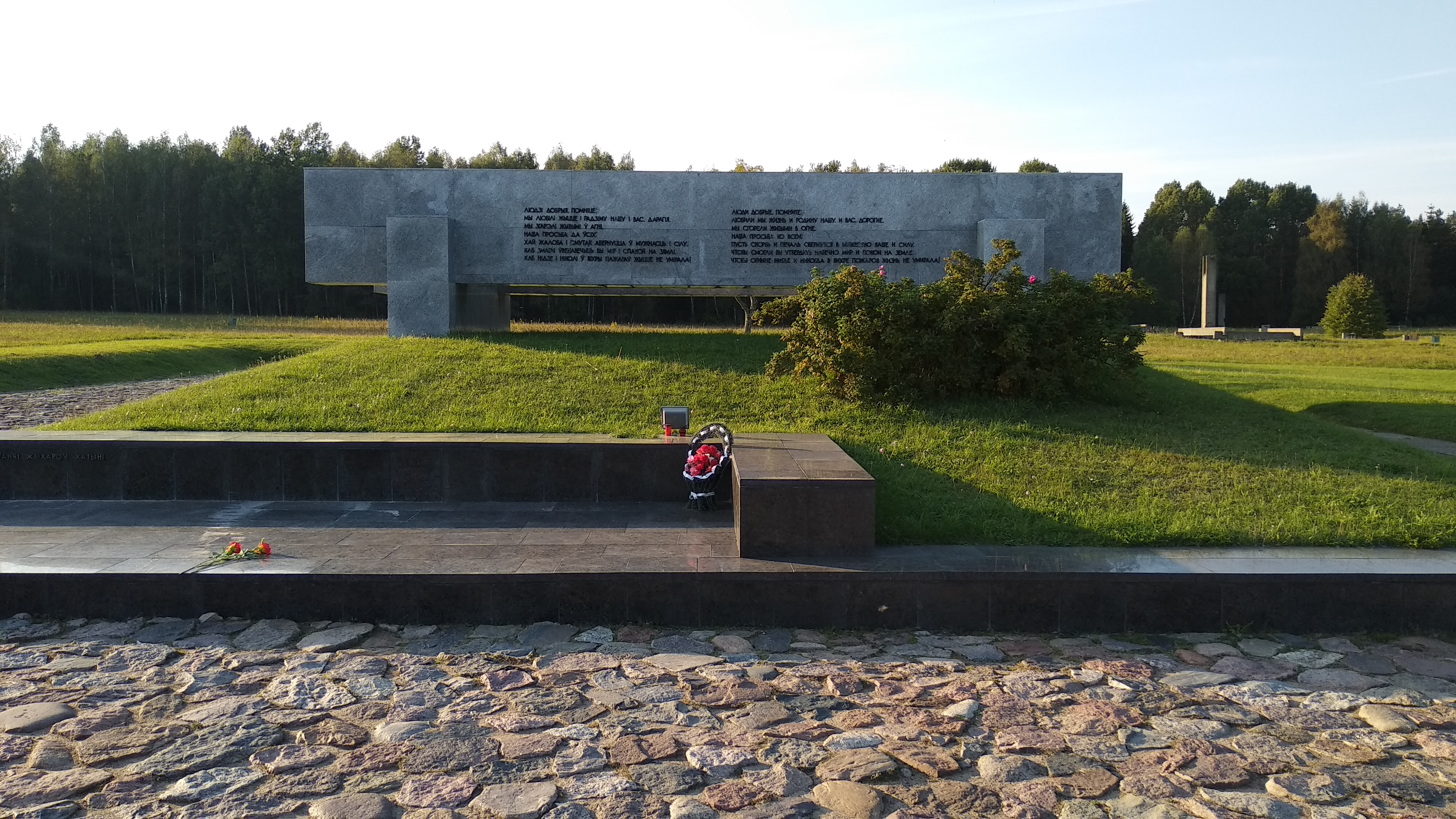

## Комментарии
1. ↑  Возглавляемое уроженцем Украины многонациональное партизанское подразделение по состоянию на 1 апреля 1943 насчитывало 327 человек, с них 92 назвались белорусами[5]. Первым же организатором отряда выступил Иван Тимчук[6].